# Cristina Maestre

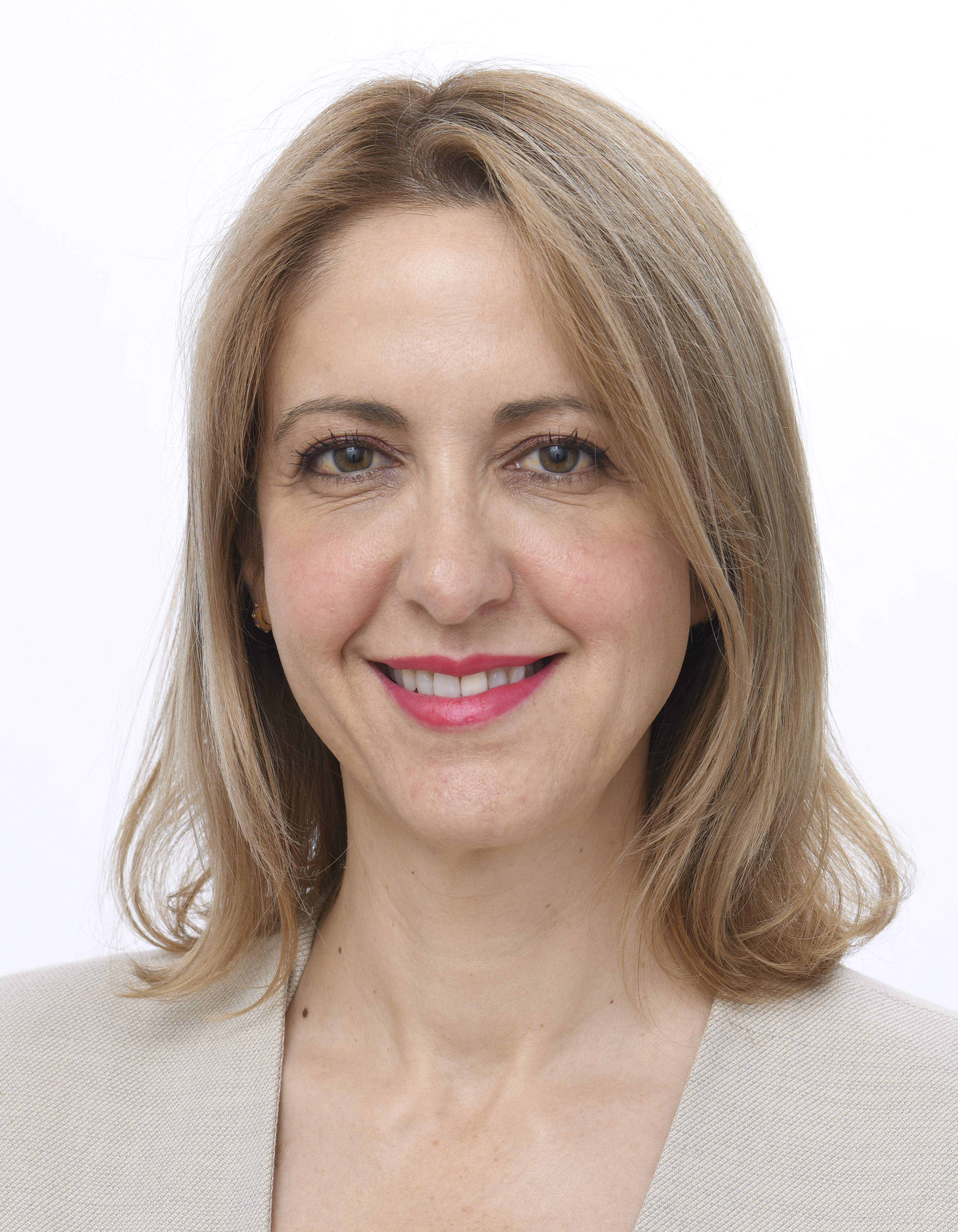
Cristina Maestre (2024)

Cristina Maestre Martín de Almagro, meist kurz Cristina Maestre (geboren 27. Juli 1975 in Ciudad Real) ist eine spanische Sozialarbeiterin und Politikerin (PSOE). Maestre war zwischen 2004 und 2011 Senatorin im spanischen Parlament. Seit der Europawahl 2019 ist sie Mitglied des Europäischen Parlaments als Teil der S&D-Fraktion.

## Leben
Maestre studierte Soziale Arbeit an der Universidad de Castilla-La Mancha und war lange Zeit als Sozialarbeiterin tätig. Sie arbeitete vor allem im Bereich der Suchtprävention und -behandlung und mit gefährdeten Minderjährigen, sowohl im privaten und später im öffentlichen Sektor.
Parallel zu ihrer beruflichen Tätigkeit engagiert sich Maestre seit langem politisch für die sozialistische PSOE. 2003 wurde sie in den Stadtrat von Daimiel (Provinz Ciudad Real) gewählt und war dort stellvertretende Bürgermeisterin. 2004 nominierte ihre Partei sie für die Wahlen zum Senat, dem spanischen Oberhaus des Parlaments. Sie gewann die Wahl 2004 und damit ein Mandat für die Provinz Ciudad Real; sie erneuerte ihr Mandat bei den Wahlen 2008.
Im Oktober 2016 wurde sie zur stellvertretenden Generalsekretärin und Sprecherin des PSOE-Regionalverbands Castilla-La Mancha gewählt.
Im März 2019 nominierte die PSOE Maestre für den 9. Platz der Liste für die Europawahl 2019. Bei der Wahl gewann die Partei deutlich Stimmen hinzu (plus 9,84 Prozent) und errang damit 20 der 54 spanischen Mandate, sodass Maestre direkt einzog. Gemeinsam mit ihren Parteikolleginnen und -kollegen trat sie der S&D-Fraktion bei. Für die Fraktion ist sie Mitglied im Petitionsausschuss, dessen Mitglieder sie auch zu einer der stellvertretenden Vorsitzenden wählten, sowie Mitglied im Ausschuss für regionale Entwicklung. Sie war von Juli 2019 bis Februar 2021 stellvertretendes Mitglied im Ausschuss für Umweltfragen, öffentliche Gesundheit und Lebensmittelsicherheit, anschließend wechselte sie als stellvertretendes Mitglied in den Ausschuss für Landwirtschaft und ländliche Entwicklung.